# Solo (romanzo)
Solo è un romanzo della saga di James Bond scritto nel 2013 da William Boyd.

## Trama
Dopo aver celebrato il suo quarantacinquesimo compleanno regalandosi una lussuosa cena da solo (che però gli permette di conoscere l'ex fotomodella ed attrice Bryce Fitzjohn), James Bond è spedito in missione nello stato africano di Zanzarim per cercare di porre una conclusione alla guerra civile. La guerra era scoppiata dopo il ritrovamento di alcuni grossi giacimenti di petrolio e la conseguente proclamazione dell'indipendenza della Repubblica Democratica del Dahum (non riconosciuta dalla comunità internazionale).

Sul posto è aiutato da E.B. Ogilvy-Grant, un'avvenente agente della sezione operativa nello Zanzarim. I due sono rapiti dal commando del signore della guerra Kobius Breed un attimo prima di entrare nel Dahum. Il gruppo subisce un attacco dalle forze dello Zanzarim durante il quale James Bond riesce a scappare ma perde il contatto con la ragazza, credendola morta.

Dopo aver attraversato villaggi distrutti, foreste e deserto, James Bond è ritrovato da Kobius Breed che lo fa entrare nella capitale del Dahum, credendo alla sua copertura da giornalista. L'agente segreto segue le operazioni militari, aiutando gli insorti del Dahum e guadagnandosi così la possibilità di conoscere il capo della Repubblica: Solomon Adeka, che si trova costretto a letto e malato terminale. Nella capitale conosce anche Hulbert Linck, un misterioso finanziatore degli insorti. Dopo la morte di Adeka, 007 inizia a danneggiare le operazioni, permettendo alle truppe dello Zanzarim di entrare fin quasi alla capitale.

Un attimo prima della resa, giornalisti e "nomenklatura" si ritrovano all'aeroporto per scappare dalla capitale. Prima di salire sull'aereo, James Bond è trasportato in un ufficio dove trova Kobius Breed e, con gran sorpresa, la rediviva E.B. Ogilvy-Grant. Kobius sta per ucciderlo ma la donna lo precede e spara al petto di 007, lasciandolo esanime nell'ufficio.

James Bond si risveglia a Londra. Un giornalista lo aveva recuperato ferito a morte e lo aveva aiutato mettendolo in salvo. M, si complimenta con il suo agente per aver messo fine alla guerra e gli concede un lungo periodo di ferie. 007, dopo aver rubato il passaporto di Bryce Fitzjohn, decide di usare le ferie per vendicarsi. Segue così le tracce di Gabriel Adeka, fratello dell'ex Presidente del Dahum, e titolare della AfriKIN, un'Associazione benefica per l'aiuto dei bambini africani vittime degli orrori della Guerra con sede a Washington.
Nella capitale americana, scopre che E.B. Ogilvy-Grant (il cui vero nome è Aleesha Belem) e Kobius Breed lavorano per l'associazione. Si intrufola nella camera di Aleesha che gli spiega che in realtà, è un agente della CIA e in Africa gli aveva sparato per non tradire la copertura. I due si alleano di nuovo ma Kobius Breed li scopre ed assassina la donna. Intanto, l'agenzia americana contatta James Bond tramite il vecchio amico Felix Leiter. I due scoprono un losco giro di droga e concessioni petrolifere nello Zanzarim dietro la copertura dell'AfriKIN.

James Bond penetra nella sede dell'organizzazione ed assassina Kobius Breed. Gabriel Adeka (che in realtà è il fratello Solomon che non era morto) è in una stanza sull'orlo di un'overdose. Nella sede trova anche Hulbert Linck che però viene assassinato da agenti della CIA giunti sul posto. Terminata l'ispezione all'interno dell'AfriKIN, Bond e Leiter scoprono che il corpo di Breed è stato trafugato.

Tornato a Londra, la vita dell'agente segreto è così turbata dal dubbio che l'odioso Kobius Breed non sia stato realmente ucciso.

### Personaggi principali
- James Bond, agente segreto britannico.
- Bryce Fitzjohn, ex fotomodella ed attrice.
- Solomon Adeka, Presidente della non-riconosciuta Repubblica Democratica del Dahum.
- Aleesha Belem (o E. B. Ogilvy-Grant, come si presenta la prima volta a Bond), agente segreto.
- Gabriel Adeka, operatore umanitario.
- Hulbert Linck, petroliere.
- Kobius Breed, mercenario.
- Felix Leiter, agente dell'agenzia Pinkerton.

## Edizioni
- William Boyd, Solo, traduzione di Giovanna Granato, Einaudi, 2013,  p. 328, 9788806216870.